# Pyssanka-Museum

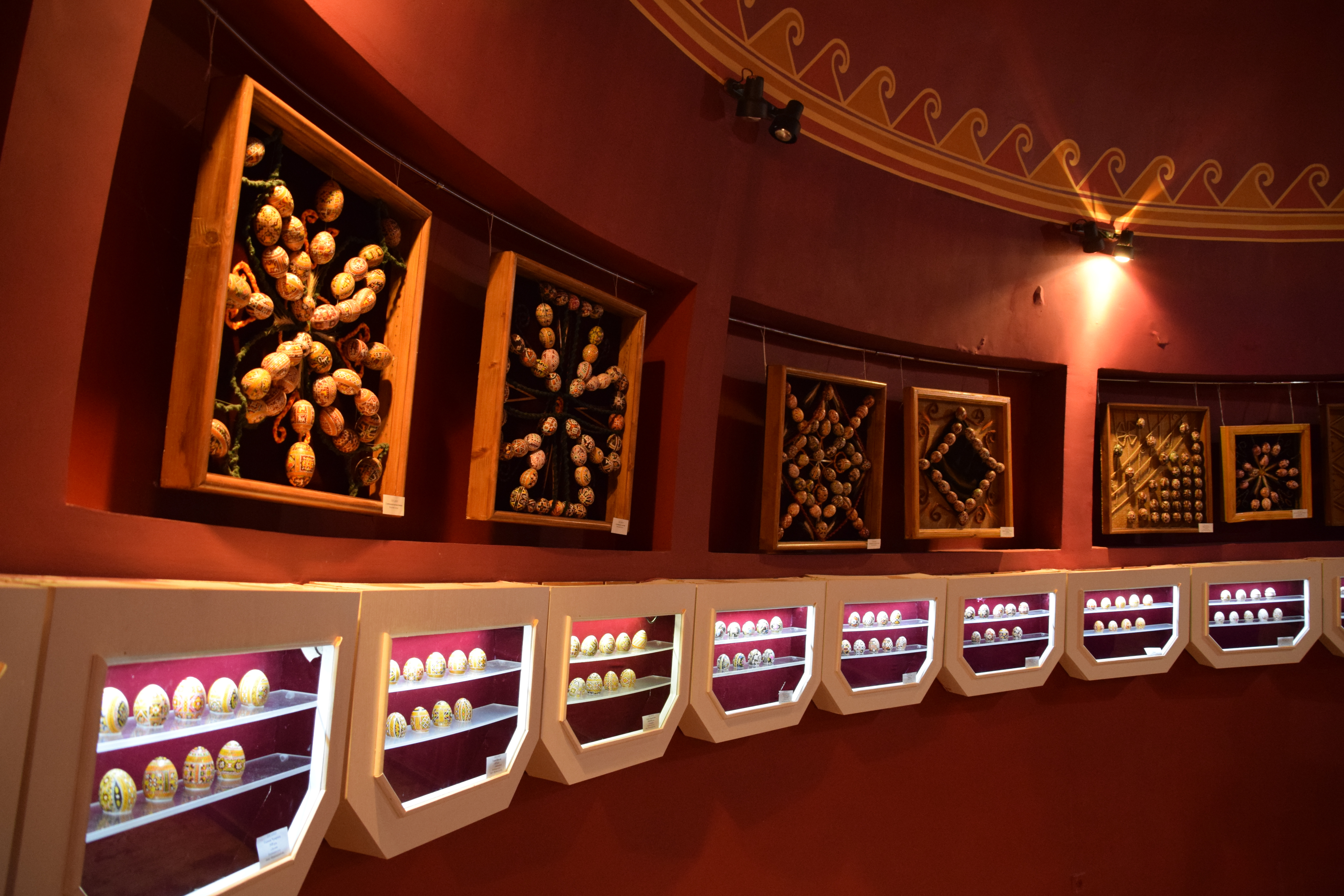
Ausstellungsraum

Das Pyssanka-Museum (ukrainisch Музей писанкового розпису; Музей „Писанка“) ist ein Museum in der westukrainischen Stadt Kolomyja in der Oblast Iwano-Frankiwsk. Es ist auf die Ausstellung kunstvoll bemalter Eier, in erster Linie Ostereier (Pyssanka), spezialisiert.

## Geschichte
Das Pyssanka-Museum wurde 1987 als Abteilung des Nationalmuseums für Volkskunst von Huzulien und Pokutien eröffnet. Da sich die Anzahl der Exponate stetig vergrößerte, wurde ein Standort für ein eigenständiges Museum gesucht. Passend zum Leitgedanken und den gezeigten Exponaten erhielt das neue Museumsgebäude die Form eines Eies. Es ist etwa 14 Meter hoch und hat einen Durchmesser von 10 Metern. Die Räumlichkeiten des Museums bestehen überwiegend aus farbigem Glas. Am 23. September 2000 während des 10. Internationalen Huzulen-Festivals wurde es mit 6000 Ausstellungsstücken neu eröffnet. Seit August 2007 ist das Museum als Wahrzeichen der modernen Ukraine anerkannt.

## Exponate
Die Sammlung an Exponaten im Pyssanka-Museum wächst stetig und umfasst inzwischen rund 12.000 Eier. Es werden Stücke aus unterschiedlichen Materialien gezeigt, beispielsweise aus Stein, Porzellan oder Holz. Vogeleier sind in vielen Größen zu sehen, vom Wachtel- bis zum Straußenei. Das älteste Ei im Museum ist ein 500 Jahre altes, bemaltes Gänseei, das 2013 bei Ausgrabungen in Lwiw gefunden wurde. Die überwiegende Anzahl der Exponate sind Ostereier aus verschiedenen Regionen der Ukraine, die in einer traditionellen Technik bemalt sind. Dabei wird das Ei mit mehreren Wachsschichten überzogen, graviert und bemalt. Nach dem Abschmelzen des Wachses wird das Ei eingefettet und poliert, wodurch die Farbenpracht besonders zur Geltung kommt. Neben Pyssanky aus der Ukraine werden auch Exemplare aus vielen anderen Ländern gezeigt, die teilweise andere Maltechniken anwenden. Mit der Ausstellung wird auch die kulturelle Bedeutung des Eies als Fruchtbarkeitssymbol hervorgehoben. Eine spezielle Sammlung im Museum stellt Pyssanky aus, die von ukrainischen Präsidenten, deren Gattinnen sowie von ausländischen Politikern, die das Museum besucht hatten, signiert wurden.
Das Museum präsentiert auch temporäre Ausstellungen in seinen Galerien, beispielsweise volkstümliche Bekleidung und traditionelle, historische Trachten aus der Ukraine.

## Bilder
Die nachfolgende Bildauswahl zeigt einige Unikate aus dem Bestand des Museums.

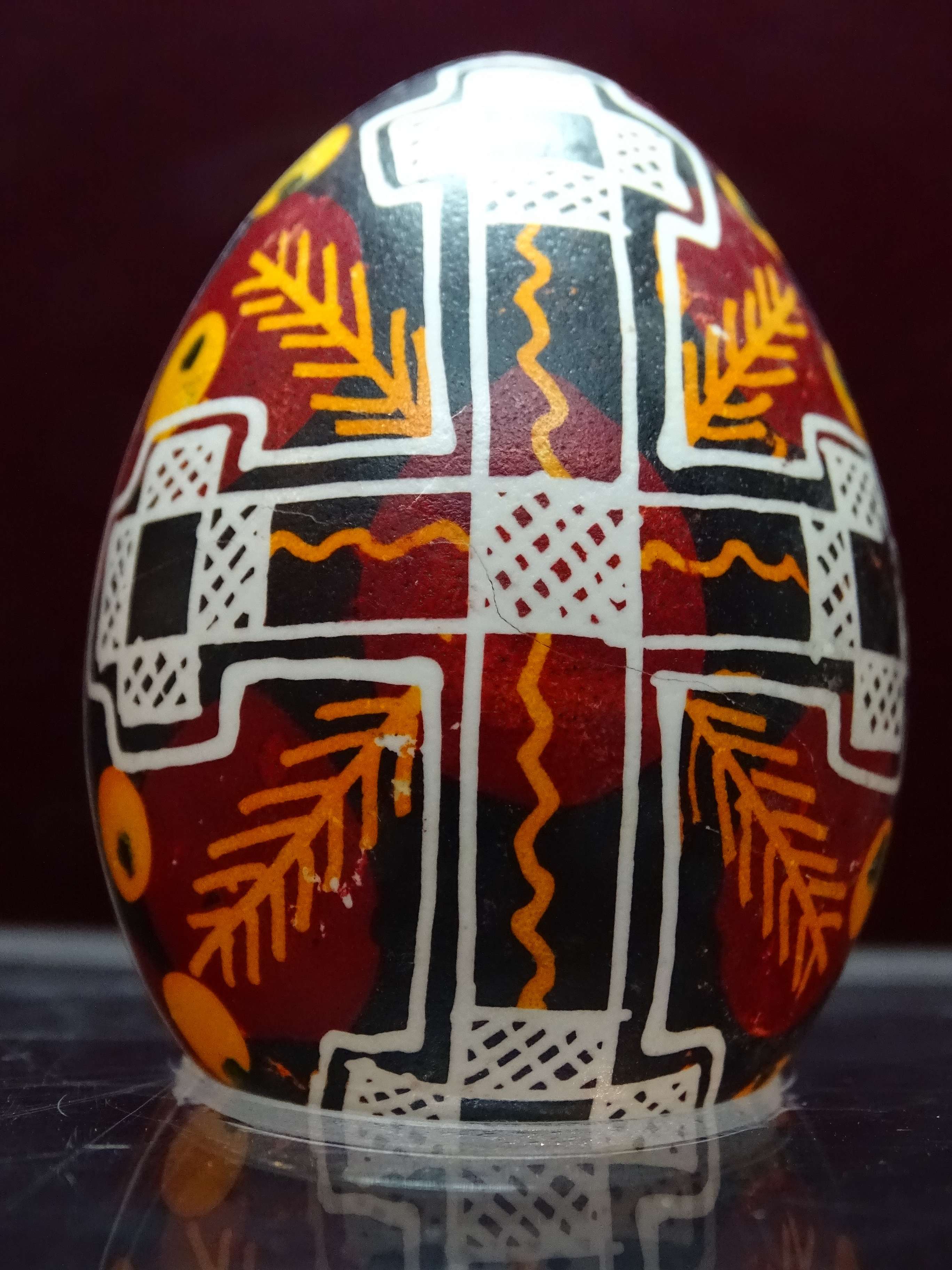
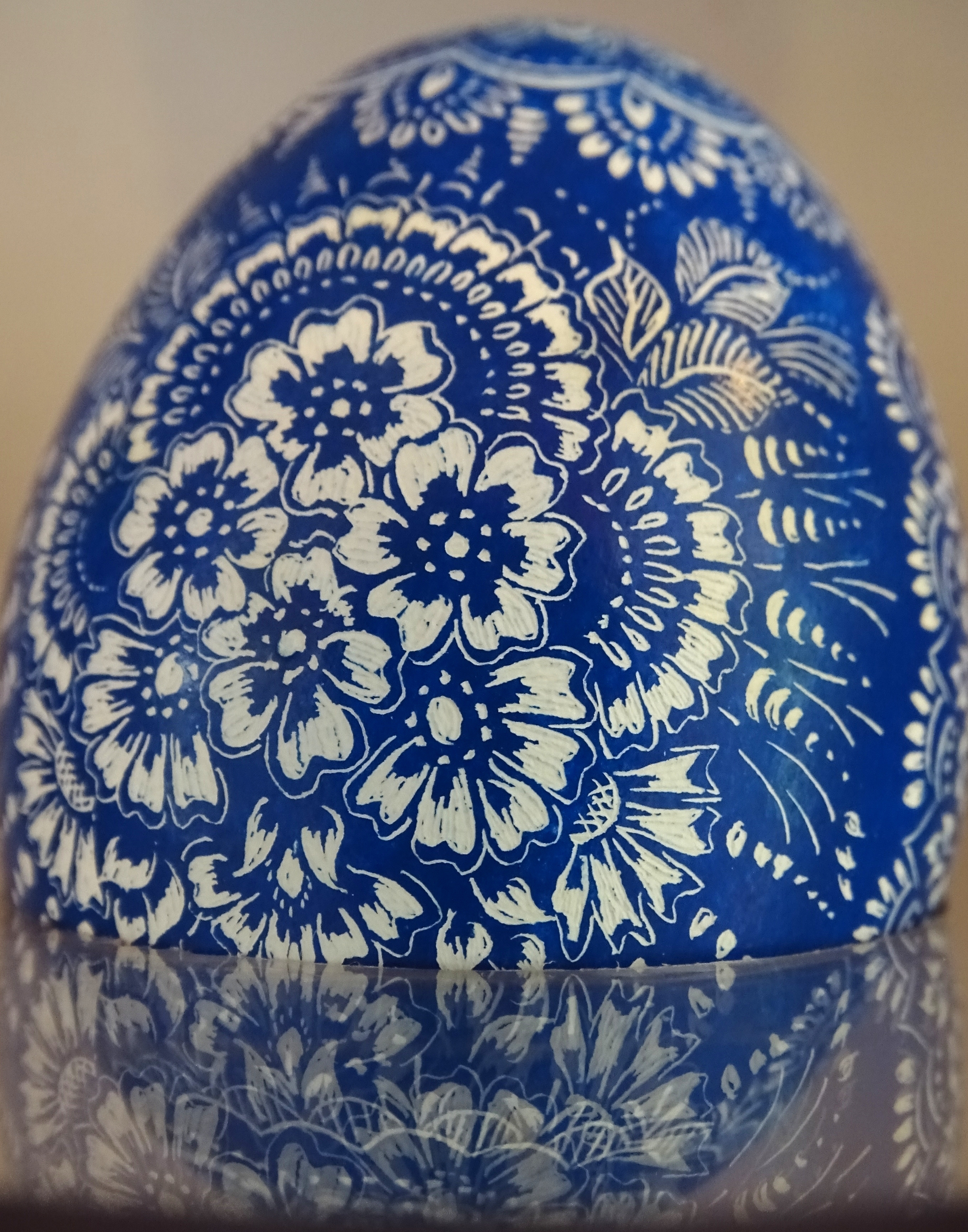
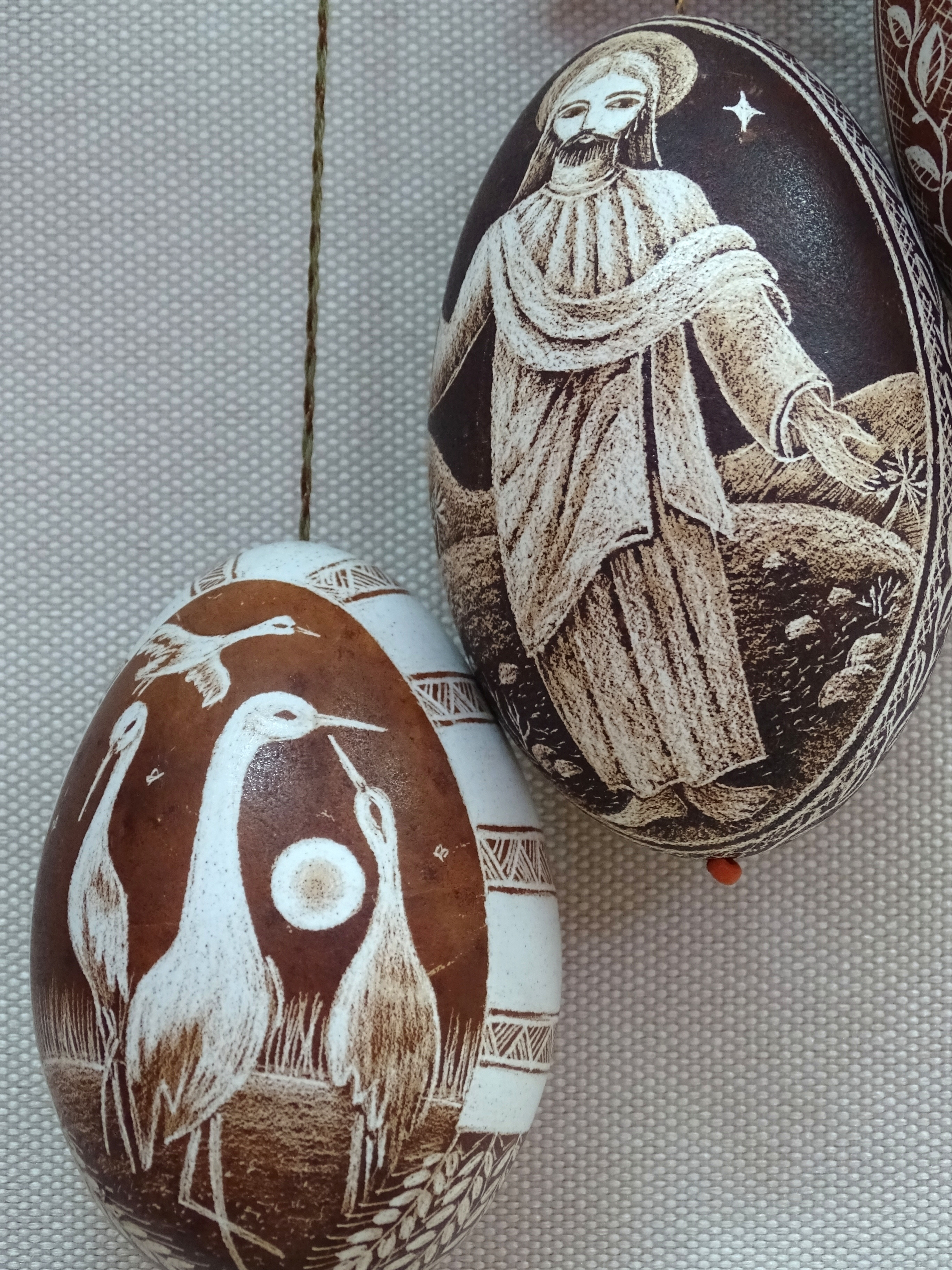
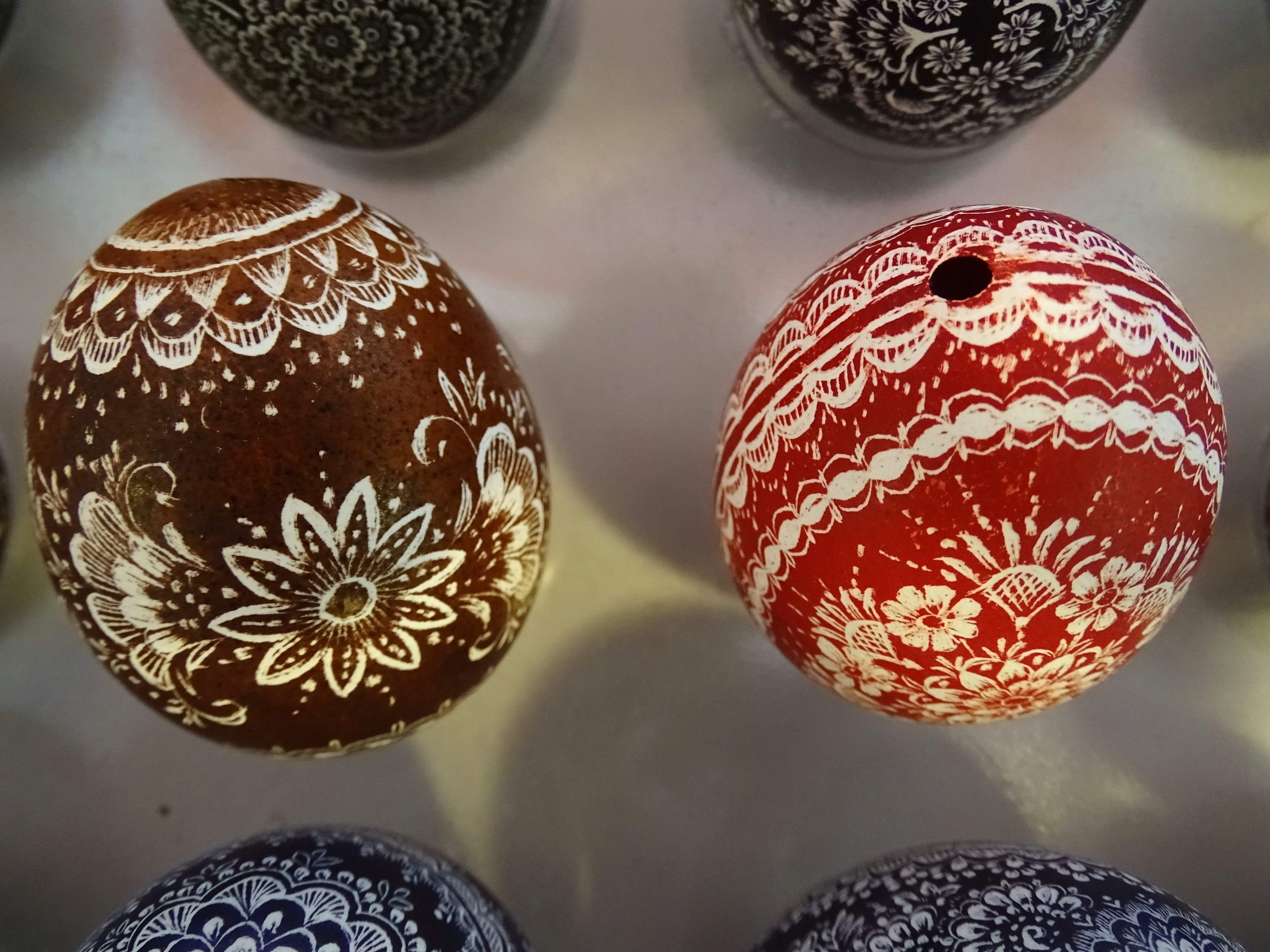
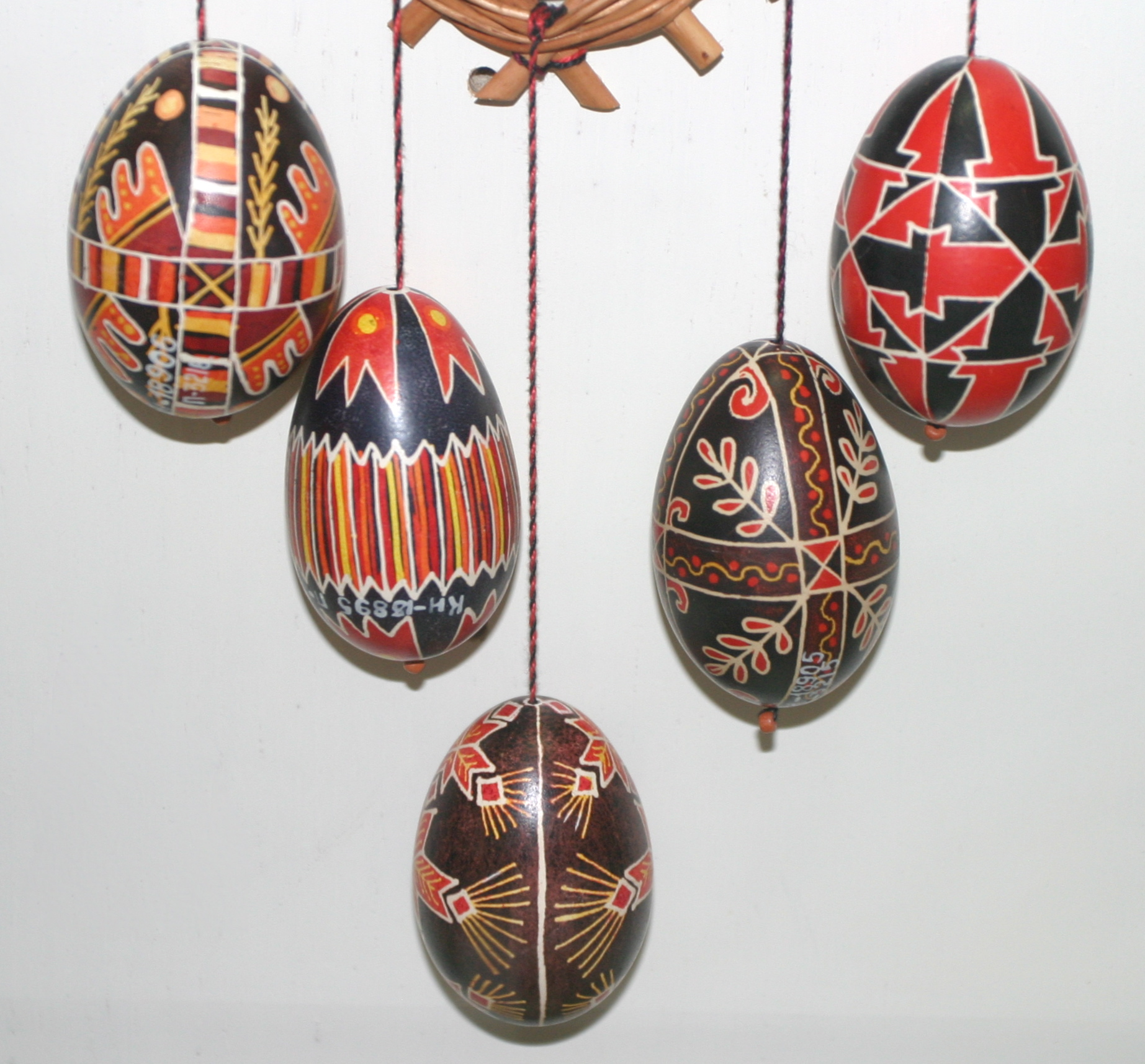
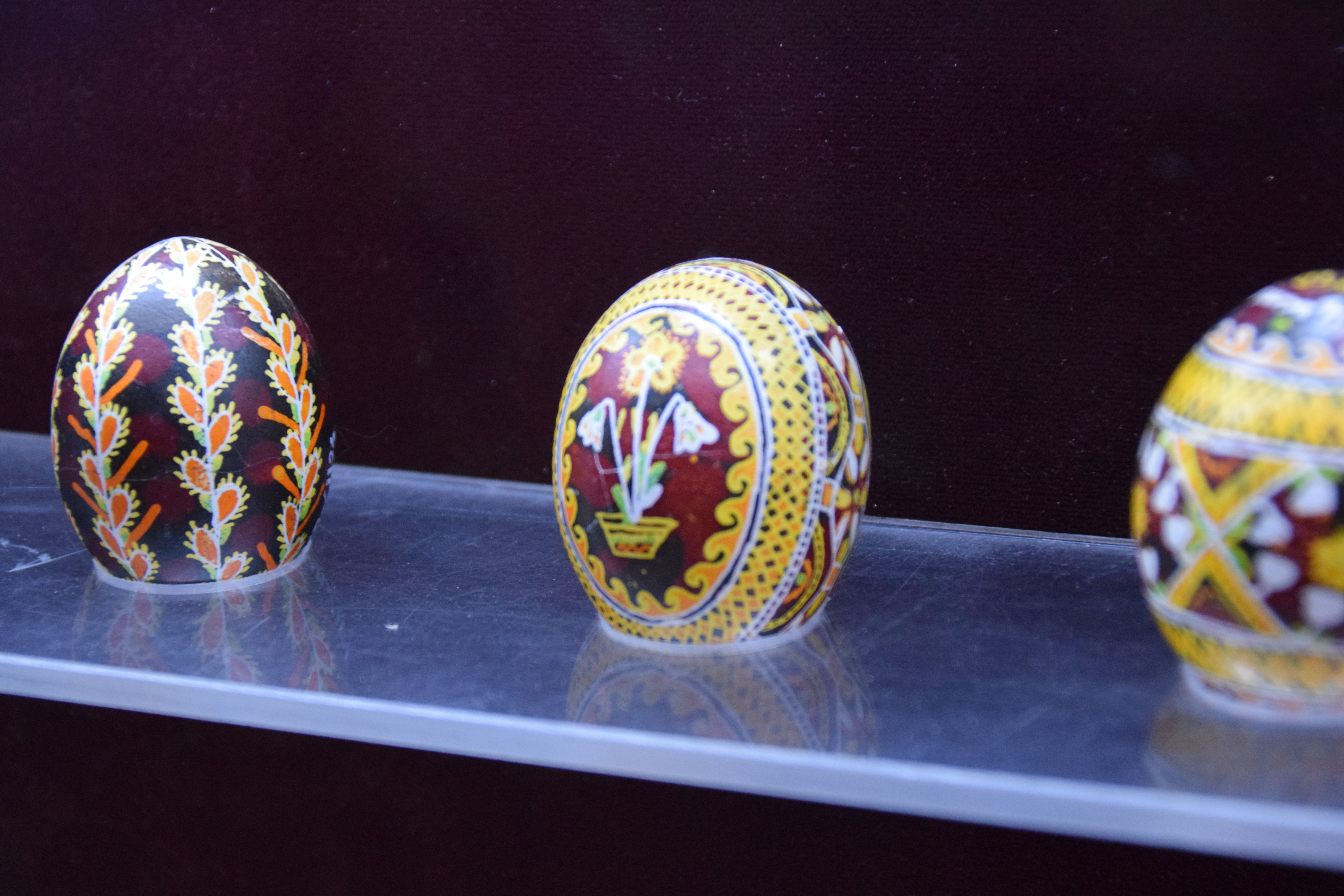
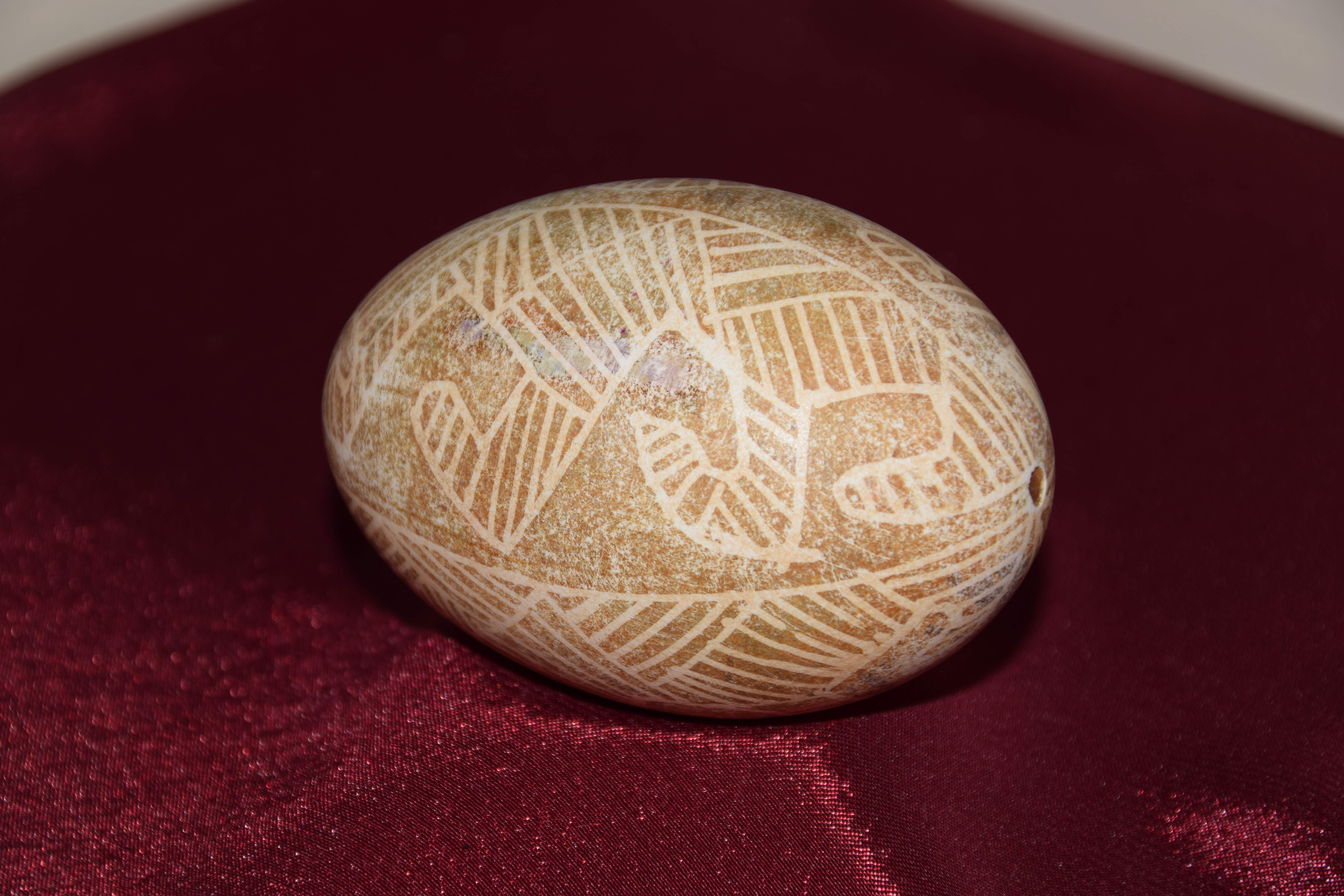